# Paul Lecaron
Pour les articles homonymes, voir Lecaron.
Paul Emile Lecaron, né le 29 juillet 1863 à Neuilly-sur-Seine et mort le 17 septembre 1940 à Paris, est un industriel et dirigeant sportif français.

## Biographie
Paul Lecaron est le fils d'Emile Lecaron (1830-1933), négociant. Celui-ci se marie en 1855 avec Stéphanie Gellé, fille du parfumeur Jean-Baptiste Gellé, propriétaire de la société Gellé frères et en devient l'associé. Il participe grandement au développement de l'entreprise alors installée à Levallois et la renomme Lecaron et Fils. Également conseiller puis adjoint au maire de Neuilly, il fait entrer ses fils Paul et Maurice dans l'affaire familiale en 1891. Paul Lecaron devient directeur de Gellé frères en 1908, entreprise désormais située 6, avenue de l'Opéra. Il a reçu de nombreuses récompenses lors des Expositions Universelles, notamment à celles de Turin et de Gand. Ses neveux ont pris sa suite à la direction. Il a été président de la Chambre syndicale de la parfumerie entre 1919 et 1922, puis président d'honneur.
Honorable joueur de tennis, il atteint la finale du championnat de France de double en 1895 avec Paul Lebreton, ainsi que les demi-finales en simple en 1897 et 1899. Il est également quart de finaliste du tournoi international de Paris en 1900, organisé dans le cadre des Jeux olympiques et demi-finaliste au championnat international de Puteaux en 1903.
Paul Lecaron préside dans les années 1890 la commission tennis du Racing Club. En 1895, il crée avec Armand Masson et un groupe d'amis sportifs polytechniciens, le Tennis club de Paris à l'angle de la rue de Civry et du boulevard Exelmans. Le club comporte alors neuf courts dont quatre sont couverts, permettant ainsi de jouer toute l'année et d'attirer les meilleurs joueurs français et britanniques en organisant des tournois internationaux tels que le championnat de France courts couverts. Il en devient le premier président, fonction qu'il exerce jusqu'en 1923.
Il est nommé chevalier dans l'Ordre national de la Légion d'honneur en 1921, puis officier en 1926.
Il meurt en 1940 en son domicile de l'avenue Kléber dans le 16e arrondissement de Paris.